# Rio Melz
Il rio Melz (o rio di Slingia) (Meltzbach o Schlinigbach in tedesco) nasce nei pressi del Passo di Slingia in Alto Adige. Scorre nella valle Slingia e confluisce dopo circa 12 chilometri da destra nel fiume Adige a Burgusio. Il corso del fiume è completamente compreso nel comune di Malles Venosta, il principale centro bagnato dal fiume è Slingia. Principale affluente è il rio Arunda.